# New Rock

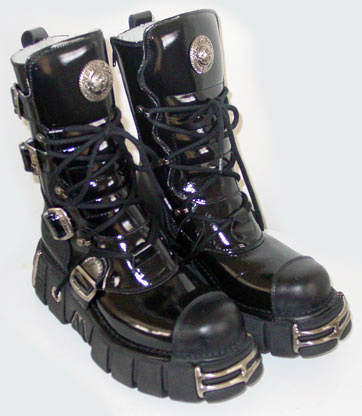
Пара черевиків New Rock

New Rock — іспанська фірма одягу і взуття, яка виробляє товари, орієнтовані на субкультури готів, металістів, а також байкерів.
New Rock також продають лінію одягу, зробленої, переважно, зі шкіри. Вона не так доступна, як лінія взуття, але її можна придбати в інтернет-магазині на їх офіційному сайті і в магазинах. Зазвичай одяг фірми гармонує з їх лінією взуття і створена для того, щоб люди носили її саме в комплекті з черевиками New Rock. Наприклад, є шкіряний жакет і шкіряні штани з намальованими язиками полум'я, а в лінії взуття є черевики з таким же малюнком.
Заснована в 1929 році фамільна справа розвивається вже 3 покоління. З 2005 року співвласником компанії є Тілль Ліндеманн.

## Ціна
Ціна на черевики в середньому близько $ 220 і варіюється від магазину до магазину, а також по країнах і містах. Моделі, випуск яких припинений, цінуються більше.

## Стилі
Існує кілька ліній продукції New Rock, в тому числі «готичне» взуття і одяг, черевики для мотоциклістів, взуття на високих підборах, ковбойське взуття.
Кожна лінія має свою назву, наприклад, взуття на високих підборах носить ім'я Malicia, а готичні черевики — Metallic Power.

## Поп Культура
Завдяки незвичайному дизайну, а саме надзвичайно товстій підошві, шпилькам, ланцюгам, малюнкам черепів взуття New Rock широко користується успіхом у готів і панків. Одяг, черевики і аксесуари компанії також купують фетишисти.